# فرودگاه لا پلاتا
فرودگاه لا پلاتا (به انگلیسی: La Plata Airport) (به زبان بومی: Aeropuerto de La Plata) یک فرودگاه غیرنظامی با کد یاتا LPG است که یک باند فرود آسفالت دارد و طول باند آن ۱۴۲۷ متر است. این فرودگاه در شهر لاپلاتا کشور آرژانتین قرار دارد و در ارتفاع ۲۲ متری از سطح دریا واقع شده است.